# چاه منوتنبور
چاه منوتنبور یک روستا در ایران است که در دهستان نجف‌آباد (سیرجان) واقع شده‌است.